# Wiesław Jamrożek
Wiesław Mirosław Jamrożek (ur. w 1954, zm. 2 kwietnia 2021) – polski pedagog, prof. dr hab. nauk humanistycznych.

## Życiorys
Obronił pracę doktorską, 30 października 1995 habilitował się na podstawie pracy zatytułowanej Idee edukacyjne polskiej socjalnej demokracji w Galicji do 1918 roku. 16 września 2016 nadano mu tytuł profesora w zakresie nauk społecznych. Został zatrudniony na stanowisku profesora nadzwyczajnego w Zakładzie Historii Wychowania na Wydziale Studiów Edukacyjnych Uniwersytetu im. Adama Mickiewicza w Poznaniu, Łużyckiej Wyższej Szkole Humanistycznej im. Jana Benedykta Solfy w Żarach i profesora w Wyższej Szkole Humanistycznej TWP w Szczecinie.
Zatrudniono go na stanowisku kierownika Zakładu Historii Wychowania Wydziału Studiów Edukacyjnych Uniwersytetu im. Adama Mickiewicza w Poznaniu, prorektora Łużyckiej Szkoły Wyższej im. Jana Benedykta Solfy w Żarach i członka prezydium Komitetu Nauk Pedagogicznych na I Wydziale Nauk Humanistycznych i Społecznych Polskiej Akademii Nauk.
Był rektorem Łużyckiej Szkoły Wyższej im. Jana Benedykta Solfy w Żarach i kierownikiem Katedry Pedagogiki Opiekuńczo-Wychowawczej w Wyższej Szkole Humanistycznej TWP w Szczecinie, oraz Katedry Pedagogiki Społecznej i Resocjalizacji Wydziału Humanistycznego Bałtyckiej Wyższej Szkoły Humanistycznej w Koszalinie.
Pochowany na Cmentarzu parafii św. Stanisława Kostki w Poznaniu.